# Публічні закупівлі
Державні закупівлі, або публічні закупівлі —публічна закупівля  — придбання замовником товарів, робіт і послуг у порядку, встановленому Законом України «Про публічні закупівлі».

## В Україні
11 листопада 2000 року набрав чинності Закон України «Про закупівлю товарів, робіт і послуг за державні кошти», який втратив чинність 2 квітня 2008 року із прийняттям Закону України «Про визнання таким, що втратив чинність, Закону України „Про закупівлю товарів, робіт і послуг за державні кошти“», на підставі якого Кабінет міністрів України затвердив Тимчасове положення про закупівлю товарів, робіт і послуг за державні кошти. Тимчасове положення втратило чинність із публікацією 22 жовтня 2008 року в № 197 «Урядового кур'єра» затвердженого урядом Положення про закупівлю товарів, робіт і послуг за державні кошти. Воно втратило чинність у 2010 році у зв'язку з прийняттям Закону України «Про здійснення державних закупівель», який втратив чинність 1 серпня 2016 року на підставі та у зв'язку з набранням чинності Законом України «Про публічні закупівлі».
В Україні закупівлі регулюються Законами України «Про публічні закупівлі», «Про державний матеріальний резерв», «Про державне оборонне замовлення», «Про особливості здійснення закупівель товарів, робіт і послуг для гарантованого забезпечення потреб оборони» «Про особливості здійснення закупівлі за державні кошти послуг поштового зв'язку, поштових марок та маркованих конвертів» та іншими нормативними актами.
Закупівля здійснюється відповідно до річного плану.
Закупівля може здійснюватися шляхом застосування однієї з таких процедур:
- відкриті торги;
- конкурентний діалог;
- торги з обмеженою участю;
- переговорна процедура закупівлі.

Обсяг державних закупівель в Україні у 2008 році становив 167 млрд грн.; 2018 року — 657,710 млрд грн

## Закон України «Про публічні закупівлі»
У 2020 році внесли зміни до Закону України «Про публічні  закупівлі», серед іншого ввівши поняття «аномально низької  ціни» тендерної пропозиції учасника.